# Podiceps occipitalis juninensis

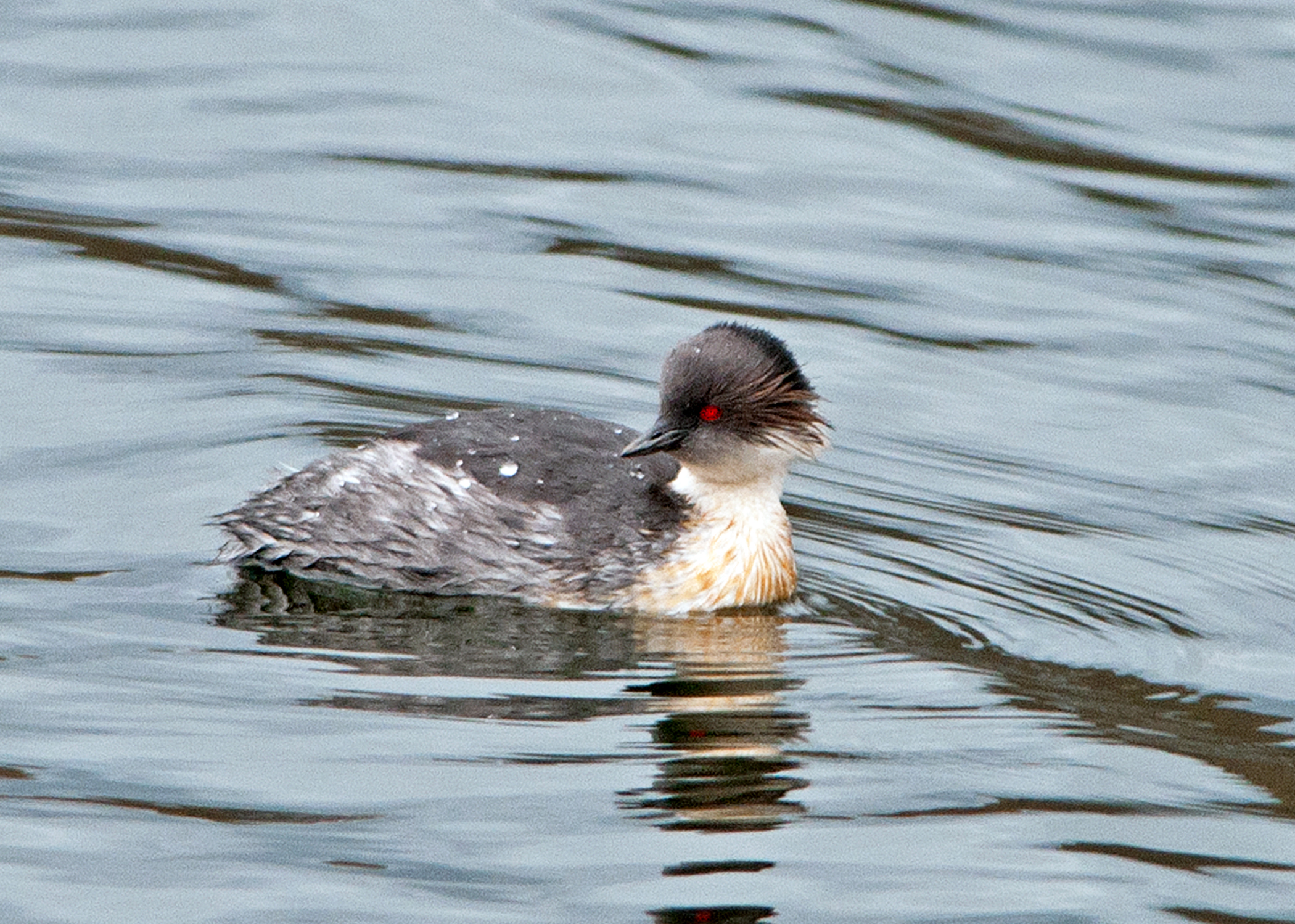
Podiceps [occipitalis] juninensis, Antisana, Ecuador.

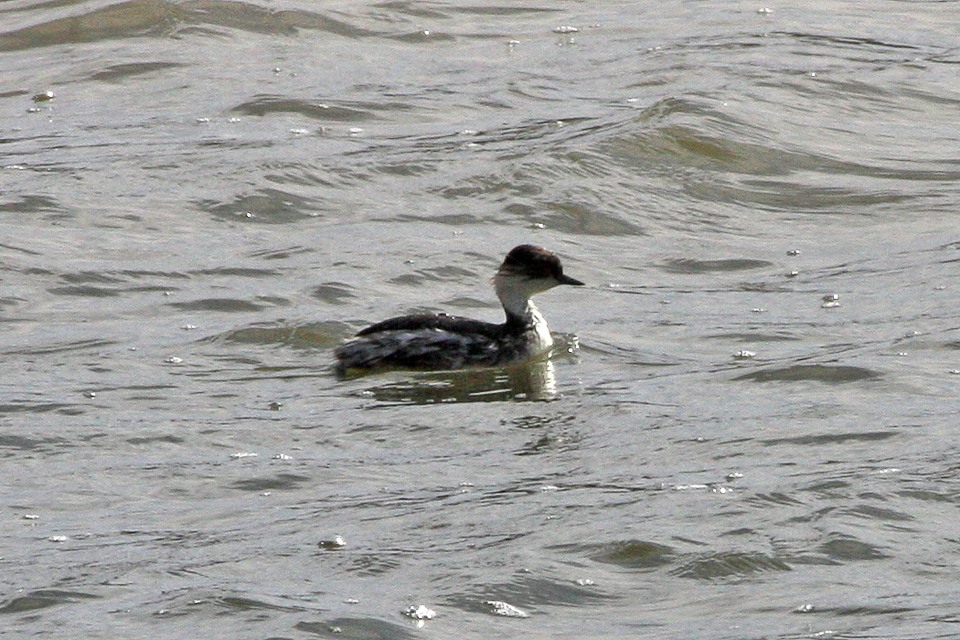
Podiceps [occipitalis] juninensis, Salta, Argentina

El macá plateado puneño o blanquillo del norte (Podiceps occipitalis juninensis) es una subespecie del macá plateado de la familia Podicipedidae, habitante de gran parte de Sudamérica.

## Distribución y hábitat
Esta raza nidifica en el altiplano puneño y en los lagos cordilleranos de los Andes de la Argentina, en las regiones de Tarapacá y Antofagasta Chile, siguiendo por el altiplano de los Andes en Bolivia, Perú, Ecuador, y Colombia.
Se lo encuentra en múltiples ambientes acuáticos de altura, incluso a más de 4000 m s. n. m.. Raramente desciende hasta lagos y charcas del nivel del mar.

## Características
Se diferencia de la subespecie típica en que la garganta, el mentón y la parte baja de la nuca son de color blanco puro. Además los penachos laterales (plumas auriculares) son de color gris. El ojo es de color rojo vinoso. Esta subespecie posee un largo total de 28 cm.

## Costumbres
Alimentación
Al ser un excelente zambullidor, obtiene todo su alimento bajo el agua; este consistente en plantas, pequeños peces y sus huevos, y crustáceos.
Nidificación
Construye con tototas un nido flotante, aunque lo ancla a otras totoras vivas. Entre septiembre y octubre en las llanuras, pero entre diciembre y enero en el altiplano andino, la hembra pone de 4 a 6 huevos blanco azulados, con medidas promedio de 44 mm de largo por 29 mm. Al cumplir un día de nacidos, los polluelos ya nadan, aunque si se cansan se suben al dorso de sus padres.

## Taxonomía
Esta subespecie es una de las dos en que se encuentra dividida la especie Podiceps occipitalis, la otra es el macá plateado común, o blanquillo común Podiceps occipitalis occipitalis Garnot, 1826.

## Conservación
Esta subespecie tiene una distribución muy grande, por lo tanto no se acerca a los umbrales de vulnerabilidad bajo el criterio del tamaño del área de distribución.
A pesar del hecho de que la tendencia de la población parece estar disminuyendo, esta no es lo suficientemente rápida para acercarse a los umbrales de vulnerabilidad bajo el criterio de tendencia de la población. El tamaño de la población es muy grande, y por lo tanto no se acerca a los umbrales de vulnerabilidad bajo el criterio de tamaño de la población. Por todas estas razones, la subespecie se evalúa como de «Preocupación Menor».